# Département de San Lorenzo (Santa Fe)
Pour les articles homonymes, voir San Lorenzo.
Le département de San Lorenzo est une des 19 subdivisions de la province de Santa Fe, en Argentine. Son chef-lieu est la ville de San Lorenzo.
Le département a une superficie de 1 867 km2. Sa population s'élevait à 142 097 habitants au recensement de  2001 et à 150 324 en 2007 selon l'estimation de l'IPEC.

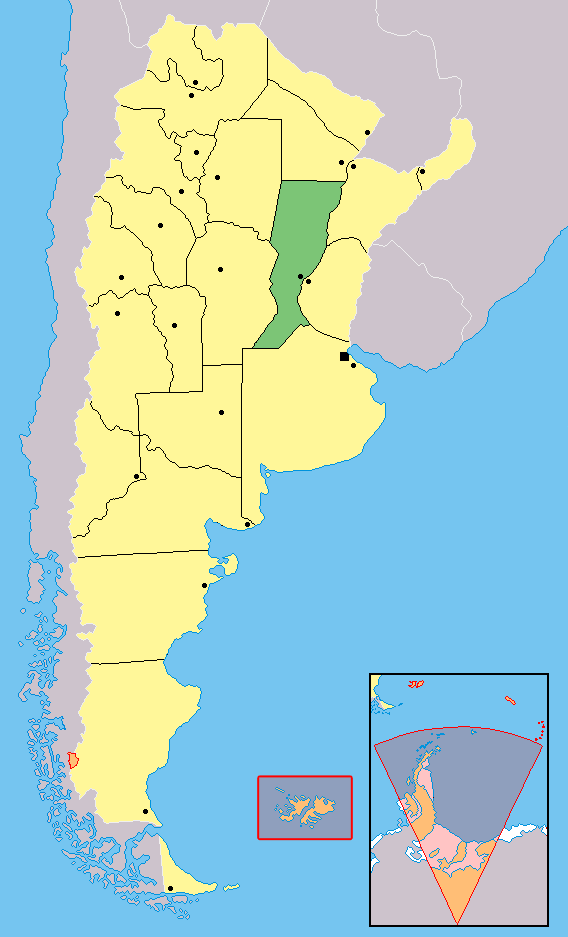
Localisation de la province de Santa Fe en Argentine.